# هوشنگ امینی
هوشنگ امینی (۱۳۱۵ – آذر ۱۳۴۲) معروف به «هوشنگ ورامینی»، «شبح چاه‌های قنات» و «قاتل کلاه نمدی»، قاتل سریالی و متجاوز ایرانی بود که از سال ۱۳۳۳ تا ۱۳۴۱، ۶۷ نفر را در شهر ورامین به قتل رساند. او در تعطیلات نوروز ۱۳۴۲ در ورامین شناسایی و دستگیر شد. روش کار او این بود که جوانان را انتخاب می‌کرد، دست‌هایشان را می‌بست و در نهایت سر از تنشان جدا کرده و جسدشان را در چاه می‌انداخت. به همین دلیل به او لقب «شبح چاه‌های قنات» داده بودند. او در ۱۷ فروردین ۱۳۴۲ به قتل‌هایش اعتراف کرد.
شیوه کار امینی عبارت بود از انتخاب پسران جوان عمدتاً آسیب‌پذیر (اگرچه او مردان و زنان بالغ را نیز ‌کشت) از خیابان‌های ورامین که آنها را ربوده یا به مناطق دورافتاده می‌کشاند. هنگامی که از چشمان کنجکاو دور می شد، دستان قربانی را می بست و قبل از خفه کردن آنها به تجاوز و شکنجه آنها می پرداخت. پس از آن، او با چاقو سر قربانی را از تن جدا می کرد و معمولاً جسد را در چاه مجاور می انداخت. اولین قربانی شناخته شده او در ماه اسفند 1333 بود که پس از آن جسد بدون سر در یک قنات در نعمت آباد پیدا شد. تنها یک ماه بعد جسد سر بریده یک زن جوان نیز در شرایطی مشابه در دولت آباد پیدا شد. چنین جنایات هولناکی برای چندین سال در ورامین و حومه آن ادامه داشت و قتلهای مشابهی در مناطق دیگر نیز کشف شد. در مواردی، همدستان ناشناس به او کمک می‌کردند - در یک مورد، امینی و چند تن دیگر از دوستانش مست شدند، پسر جوانی را ربودند و به نوبت به او تجاوز کردند و تکه‌هایی از گوشتش را بریدند و سرانجام او را کشتند. اخبار مربوط به جنایات در اوایل دهه 1340 زمانی که جسد یک مرد آلمانی ناشناس در قبرستان محلی مسگرآباد در همان وضعیت قربانیان قبلی پیدا شد، به خبر ملی تبدیل شد. پلیس نتوانست سرنخی را جمع‌آوری کند که از آن‌ها نظریه‌های متعددی در مورد قتل ظاهر شد و برخی ادعا می‌کردند که او احتمالاً هیپنوتیزم شده است. بلافاصله پس از آن، شایعاتی مبنی بر ظاهر شدن یک آدمخوار کودک خوار در شهر منتشر شد که به دلیل افزایش مکرر ناپدید شدن پسران جوان، اکثر مردم را به وحشت انداخت. برخی از قربانیان هرگز پیدا نشدند. آخرین قربانیان شناخته شده در سال 1341 پس از تماس یک کارمند دادگاه با پلیس و اطلاع به آنها که به طور تصادفی با رد خون منتهی به چاهی در آن نزدیکی روبرو شده است، کشف شدند. پلیس پس از معاینه، جسد دو پسر جوان را پیدا کرد که دست هایشان را از پشت بسته بودند و سر بریده بودند. پس از بررسی گزارش‌های مربوط به مفقودان محلی، آنها دریافتند که دو قربانی فروشندگان محلی بودند که اخیراً ناپدید شده‌اند.
روایت های متفاوتی از نحوه دستگیری امینی وجود دارد. در یکی از گزارش ها، پلیس در روز نوروز متوجه جوانی ولگرد در نزدیکی چاه شد که به نظر می رسید مشکوک عمل می کرد. با ظن به اینکه ممکن است در این جنایات شریک باشد، بازداشت و مورد بازجویی قرار گرفت و مشخص شد که نامش هوشنگ امینی است، اما قاطعانه از اعتراف به دست داشتن در قتل خودداری کرد. با این حال، او در عوض درخواست مصاحبه با یک خبرنگار خبری را داشت که بلافاصله به قتل تعدادی کودک و همچنین مرد آلمانی اعتراف کرد. در روایتی دیگر ادعا شده است که پلیس مردی به نام حمید را به دلیل سرقت های زنجیره ای نامربوط دوچرخه در تهران دستگیر کرده و او آدرس امینی را با ادعای همدست بودنش به آنها داده است. اما وقتی به خانه اش رسیدند، هیچ جا دیده نشد. پلیس به جستجوی او ادامه داد و در نهایت او را به عنوان مظنون اصلی قتل‌ها شناسایی کرد و در نهایت او را در خانه خواهرش دستگیر کرد. بنا به گزارش پلیس با استفاده از اطلاعات ارائه شده توسط فرد بازداشت شده توانست اجساد دیگری را پیدا کند و مرد آلمانی را به عنوان مشاور اقتصادی به نام ارنست لانگ شناسایی کند. امینی هنگام بازجویی مدعی شد که در تهران به طور تصادفی با لانگ مست برخورد کرده و او را ربوده و به مسگرآباد برده و پول‌هایش را ربوده و به داخل چاه انداخته است. امینی در مصاحبه‌های بعدی به 67 قتل از جمله برخی قتل‌ها در شمال ایران اعتراف کرد.
این دستگیری باعث جنجال رسانه‌ای شد و بسیاری از روزنامه‌نگاران به این نکته اشاره کردند که چگونه رفتار آرام و رفتار مودبانه امینی در تضاد با جنایات وحشتناک وی است. او همچنین به دلیل ژولیده بودن، بوی بد دهان و استفاده از کلاه نمدی خاص که برخی روزنامه‌ها به او لقب «قاتل کلاه نمدی» دادند، شهرت داشت. امینی در مصاحبه‌هایی که با مطبوعات انجام داد، ادعا کرد که از اصغر قاتل الهام گرفته است و به همین ترتیب می‌خواهد جامعه را از شر افرادی که او آنان را فاسد می‌داند خلاص کند. پس از افشای جنایات او، خانواده‌اش علناً او را محکوم کردند و تقریباً همه آنها در طول محاکمه و پس از زندانی شدن او از تعامل با او خودداری کردند. پس از یک محاکمه کوتاه، امینی در تمام موارد مجرم شناخته شد و به اعدام محکوم شد. در حالی که در انتظار اعدام بود، برادر بزرگترش به ملاقات او رفت و قبل از خروج با عصبانیت او را به خاطر جنایات وحشتناکش سرزنش کرد. 
شدت جنایات مورد توجه پرویز یاحقی (موزیسین) قرار گرفت که در پنج بار ملاقات جداگانه با او مصاحبه های خود را روی نوار کاست ضبط کرد. اگرچه یاحقی بیشتر جزئیات وحشتناک جنایات را سانسور کرد، اما یاحقی به دلیل نگرانی برای اعضای خانواده قربانیان از انتشار این مصاحبه برای عموم منع شد. امینی بعداً گفت که می‌خواهد آخرین بازدیدکننده‌اش یاحقی باشد که اکنون او را دوست خود می‌داند.
در آذرماه ۱۳۴۲ امینی در کنار قاتل دیگر به نام صفرعلی رحیمی در ملاءعام در توپخانه به دار آویخته شد. در این مراسم تماشاگران متعددی از ورامین و حتی تهران حضور داشتند. قبل از اعدام به او اجازه داده شد شعری از حافظ بخواند و در آخرین دقایق قبل از دریچه تله به دو خبرنگار گفت: با کشتن من چیزی حل نمی شود، بروید علت را پیدا کنید. دکترها سه هزار نفر مثل من در تهران هستند.» پس از اعدام، طبق میل وی، جسد وی به برادر بزرگترش تحویل داده شد و سپس در مکانی نامعلوم به خاک سپرده شد.